# De mésaventure van een Fransch heertje zonder pantalon aan het strand te Zandvoort
De mésaventure van een Fransch heertje zonder pantalon aan het strand te Zandvoort (titre français: Les aventures d'un Français sur la plage de Zandvoort) est un film néerlandais réalisé par Albert Mullens et Willy Mullens, sorti en 1905. Cette comédie de 6 minutes l'un des plus vieux films néerlandais de fiction actuellement conservés. Il fait aussi partie des 16 films les plus importants de l'histoire du cinéma néerlandais selon le Festival du cinéma néerlandais d'Utrecht.

## Synopsis
Surpris par une vague, un baigneur enlève son pantalon. La nudité des jambes étant à cette époque interdite, il est poursuivi par un policier jusqu'à son arrestation.

## Fiche technique
- Titre original : De mésaventure van een Fransch heertje zonder pantalon aan het strand te Zandvoort
- Titre français: Les Aventures d'un Français sur la plage de Zandvoort
- Réalisation : Albert Mullens, Willy Mullens
- Sociétés de production : Alberts Frères
- Distribution :  Alberts Frères
- Pays d'origine :  Pays-Bas
- Durée : 6 minutes
- Date de tournage : 21 ou 22 juillet 1905
- Lieu de tournage : Zandvoort
- Format : Noir et blanc - 35 mm - Muet
- Date de sortie : 
  - Pays-Bas : 27 juillet 1905[1]

## Production
- Willy Mullens, le réalisateur, dut remplacer au pied levé l'acteur qui devait jouer le baigneur, car sa fiancée, qui habitait Zandvoort, le lui avait interdit.
- Le tournage de ce film passa pour un incident réel et fit les titres de la presse néerlandaise de l'époque[3].

## Sources de la traduction
- (en) Cet article est partiellement ou en totalité issu de l’article de Wikipédia en anglais intitulé « The Misadventure of a French Gentleman Without Pants at the Zandvoort Beach » (voir la liste des auteurs).